# 佐賀替え玉保険金殺人事件
佐賀替え玉保険金殺人事件（さがかえだまほけんきんさつじんじけん）は、1981年（昭和56年）1月22日に発生した保険金殺人事件。

## 概要
1981年（昭和56年）1月22日、佐賀県唐津市星賀漁港にて、釣り人が水没している自動車を発見し、警察に通報した。引き上げられた車の中からは男性の遺体が発見されたが、顔が判別不能なほどに殴打されていた。そのため、当初、自動車事故に偽装して水産会社社長が殺害されたとみられ捜査が開始したものの、それは犯人一味である妻と愛人の遺体確認を佐賀県警察が鵜呑みにしていたことによる誤解であり、指紋照合も怠っていた。
水産会社社長は起業したものの、事件の数年前に事業の拡大に失敗し、闇金融から約3億円の借金を抱えていた。社長には4億1500万円の生命保険金が掛けられていた。そのため、暴力団員による襲撃説も疑われた。
また、その後、従業員として同社へ雇い入れられた愛人の蒸発した夫が疑われたが、これもまた犯人一味である愛人の説明を警察が信じたことによる誤解であった。社長は、愛人にも借金を行っていた。
実際に海岸で殺されたのは競艇場でたまたま社長に目をつけられた、年齢や背格好が似た無関係な男性だった。社長は男性に酒を大量に飲ませ、酩酊状態に陥っていたところを漁港まで誘拐し、金属バットでめった撃ちにして殺害。男性の服の中に社長の名刺を忍ばせ、自動車の運転席に乗せた上で、妻の弟が借りたレンタカーで後ろから追突させ、海中に転落させた。岸壁にはレンタカーのテールランプの破片が落ちていたこと、遺体の身元確認に向かう際に妻と愛人が乗っていたタクシーの運転手が、他にも男が1人乗っていたことを証言したことを不審であるとして刑事が追及すると、愛人は7年前に失踪した夫の仕業であると自供。しかし、これもまた捜査を撹乱するための嘘で、この男こそが社長本人だった。
全ての筋書きは、真犯人である社長本人が計画したものであり、当人は妻及び愛人逮捕の数日後に山陽本線新下関駅で飛び込み自殺した。この時残されていた遺書により、ようやく事件の全貌が判明した。

## 取り扱ったマスメディア
- 実録！日本初の仰天事件★二転三転…衝撃の真相（フジテレビジョン、2013年10月31日放送）
- 『世界の衝撃ストーリー』謎の水死体…前代未聞のトリックを暴け！（テレビ東京、2015年3月18日放送）
- 火曜エンタ「世界が騒然！本当にあった（丸秘）衝撃ファイル」（テレビ東京、2021年8月21日放送）
- 『世界の何だコレ！？ミステリー』（フジテレビジョン、2023年12月27日放送）
- 『火曜サスペンス劇場』 「私が死にたかった-保険金替え玉殺人-」
- 『金曜ドラマシアター』 「実録犯罪史シリーズ 替え玉」